# Radomerščak
Radomerščak – wieś w Słowenii, w gminie Ljutomer. W 2018 roku liczyła 144 mieszkańców.